# うるま市立具志川東中学校
うるま市立具志川東中学校（うるましりつぐしかわひがしちゅうがっこう）は、沖縄県うるま市にある市立中学校。

## 通学区域
田場小学校区全域、具志川小学校区全域

## 著名な出身者
- 比嘉愛未
- 喜納翼